# Gari truncata
Gari truncata is een tweekleppigensoort uit de familie Psammobiidae. De wetenschappelijke naam werd gepubliceerd in 1767 door Carl Linnaeus.